# 애니콜 라이브
라이브폰은 삼성전자에서 2010년에 출시한 휴대 전화로, 모델명:SCH-W890(SKT)의 다른 이름이다.

## 기능

### 듀얼 DMB
이 기기는 지상파 DMB와 위성 DMB를 모두 지원한다.
그러나 2012년 8월 31일, TU미디어가 서비스를 종료하면서 위성 DMB 기능이 종료되었다.

## 참고 자료
- 세티즌 : SCH-W890
- 삼성전자 : SCH-W890[깨진 링크(과거 내용 찾기)]